# Навратин
Наврятин (Навретин, пол. Nawratyn) — колишнє село у Володимир-Волинському районі, розташоване за 13 кілометрів від Володимира, між селами Житані та Селець, юридично — вул. Наврятинська села Житані.
Перша писемна згадка про село Навретин походить з 1555 року, тоді Олександр Федорович Чорторийський записує село своїй новій дружині Магдалині (Йованівні) Бранкович (Деспотівні), вдові Івана Вишневецького різноманітне майно, зокрема Навретин:
[…] понял собε малжонку кнεгиню Ивановую Вишънивεцкую, кнεгиню Макгдалεну Дεспотовну; […] даю, дарую и записую εи, малжонцε моεи кнεгини Макгдалεнε Дεспотовнε […] дворεцъ Бубнов и сεла боярскиε, которыε к тому замку прислухают: Заболотци, Ракулин, Сεрдятичи, Наврятин […]
1583 року село належало до Литовського ключа княгині Софії Юріївни Ходкевич, дружини Михайла Чорторийського, яка платила від Навретина за 4 дим. і 2 город. В часи Російської імперії належало до Микулицької волості Володимир-Волинського повіту Волинської губернії. Наприкінці ХІХ століття в селі було 30 дворів і 150 жителів. У 1905 році в селі було 25 дворів і 157 жителів.
У часи Другої Речі Посполитої село простягалося аж до села Хмелівка. У радянські часив селі діяла городня бригада, проте не було дитсадка, школи, клубу та магазину, що спричинило відтік населення з села. Станом на 2021 рік у селі 25 хат, з яких 13 порожні, 4 використовуються як дачі, а в ще 4 живуть одинокі люди, всього ж зареєстровано 25 мешканців.